# Archivio di Stato di Asti
L'Archivio di Stato di Asti è l'ufficio periferico del Ministero della cultura che per legge conserva la documentazione storica prodotta dagli enti pubblici della provincia di Asti e per deposito volontario, custodia temporanea, donazione o acquisto ogni altro archivio o raccolta documentaria di importanza storica. Come tutti gli Archivi di Stato, dipende funzionalmente dalla Direzione generale Archivi.
L'Archivio ha sede presso l'ex monastero cistercense di Santo Spirito e Sant'Anna.

## Storia
L'Archivio di Stato di Asti nacque come Sezione di archivio con la legge 2006/1939, 4 anni dopo l'istituzione dell'omonima provincia, staccatasi dalla provincia di Alessandria. Di conseguenza, all'epoca il patrimonio documentale astigiano risultava incamerato negli archivi di Stato di Torino e Alessandria.
La creazione ufficiale dell'Archivio di Stato di Asti come istituzione autonoma si ebbe invece con il decreto ministeriale del 15 aprile 1959. Come prima sede furono concessi all'Archivio dei locali in piazza Medici, ma questa fu una soluzione temporanea in quanto già nel 1964 l'Archivio venne spostato in un edificio in piazzetta dell'Archivio costruito appositamente per questo scopo. Primo direttore fu Giovanni Fornaseri, direttore anche all'Archivio di Stato di Cuneo. Sin da subito, l'amministrazione dell'Archivio si attivò per cercare di sopperire alle mancanze documentali dovute alla tardiva istituzione dell'Archivio di Stato astigiano cercando di recuperare le unità archivistiche disperse tra i vari archivi e incamerando tramite donazione molti fondi archivistici privati. In particolare, grazie ad un accordo internazionale, già nel 1951 l'Archivio era entrato in possesso del cosiddetto fondo orléanese, contenente documenti datati tra il XIV e il XV secolo e fino a quel momento conservato a Parigi.
Nel 1971 fu attivato presso l'Archivio un Laboratorio di Restauro e Legatura. Grazie alla formazione specifica ricevuta dal Centro di Fotoriproduzione, Legatoria e Restauro degli Archivi di Stato di Roma fu possibile restaurare in loco alcuni dei fondi più importanti posseduti dall'Archivio astigiano, e ben presto il laboratorio di Asti divenne un punto di riferimento nel settore per molti archivi (non soltanto statali) dell'Italia settentrionale. Rilevante fu il caso dell'Archivio di Stato di Pordenone, che nel 1976 affidò al laboratorio di restauro di Asti gli interventi di ripristino di numerosi documenti danneggiati dal terremoto del Friuli di quell'anno.
Nel 1995 il Ministero per i Beni Culturali e Ambientali acquisì dal demanio parte dell'ex monastero di Santo Spirito e Sant'Anna, destinandolo ad ospitare la nuova sede dell'Archivio di Stato di Asti. Terminati i lavori di restauro dell'edificio, la nuova sede venne inaugurata nel 2002.

## Patrimonio
Al 2023, l'Archivio di Stato di Asti consta di un patrimonio quantificato in 115 505 unità cartacee, 1425 pergamene e 9600 mappe.
Tra i fondi più importanti conservati presso l'archivio spiccano:
- Fondo orléanese: si tratta di un fondo che comprende documenti che vanno dal XIV al XV secolo (il più antico documento è del 1387). Si tratta perlopiù di documentazione di tipo contabile, concernente le relazioni che il tesoriere della contea d'Asti presentava alla camera dei conti di Blois (essendo la contea d'Asti parte dei domini degli Orléans) ed utile a comprendere la vita economica astigiana di quei secoli. Il fondo comprende anche gli unici due esemplari completi degli Statuta Revarum Civitatis Ast;[7]
- Fondo notarile: istituito per legge nel 1875, il Fondo notarile dell'Archivio di stato di Asti conserva atti, minute e protocolli di notai astigiani dal 1511 al 1891;[13]
- Raccolta Ballario: donata dall'ingegnere Natale Ballario, questa raccolta comprende perlopiù documentazione inerente all'ambito architettonico, con particolare attenzione ai documenti attestanti il restauro di antichi edifici. I documenti sono datati dal 1774 al 1945;[14]
- Archivio della famiglia Colli Ricci di Felizzano: si tratta di un fondo depositato in archivio nel 2000 dal Centro Nazionale di Studi Alfieriani di Asti, che ne era entrato in possesso all'atto dell'acquisizione di palazzo Alfieri, appartenente all'omonima famiglia e poi ceduto ai Colli Ricci di Cereseto. Il fondo racchiude al suo interno gli archivi di varie famiglie nobili astigiane, tra le quali risaltano gli Alfieri di Cortemilia (famiglia del poeta Vittorio Alfieri), i Colli Ricci di Felizzano, i Roero Trotti e i Canalis di Cumiana, per un totale di più di 2000 fascicoli che abbracciano un periodo che va dal 1508 al 1886. Sono presenti anche 200 pergamene circa che vanno dal 1306 al 1798 e appartenenti alle stesse famiglie.[15]

L'Archivio possiede inoltre un vasto fondo di archivi scolastici astigiani, catasti antichi (dal 1501 al 1937), ed altri fondi di famiglie nobili di Asti, come quello degli Asinari di San Marzano (in parte conservato presso l'Archivio di Stato di Torino) dei Gazzelli di Rossana, dei Roero di Settime, dei signori di Montiglio e dei Pelletta di Cossombrato.

## Biblioteca
La biblioteca dell'Archivio di Stato di Asti venne creata contestualmente all'apertura dell'archivio, nel 1959. Strettamente legata all'istituzione all'interno della quale è stata creata, la biblioteca comprende principalmente volumi che abbracciano tematiche giuridiche, storico-culturali, di storia locale e di archivistica. Inizialmente composta da poche centinaia di libri, in seguito la biblioteca dell'archivio è cresciuta nelle dimensioni grazie a varie donazioni, tra le quali spicca quella della biblioteca dei marchesi Roero di Cortanze, avvenuta nel 1976.
Un'altra biblioteca di rilievo inglobata nell'archivio è quella storica del tribunale di Asti, comprendente anche delle cinquecentine, incluse alcune Pandectae.
Infine, un grande contributo all'accrescimento della biblioteca si deve all'acquisizione della biblioteca dell'ospedale di Asti, comprendente circa 2500 libri (tra  cui alcune cinquecentine) di argomento medico che vanno dal XVI secolo ad oggi.

## Laboratorio di restauro e legatura
Il laboratorio di restauro e legatura dell'Archivio di Stato di Asti fu istituito nel 1971 su iniziativa di Gian Giacomo Fissore, all'epoca direttore dell'Archivio.
Il laboratorio venne organizzato in maniera tale da poter svolgere non solo le consuete attività di restauro e creazione di legature per i volumi, ma anche operazioni di cartotecnica (consistenti principalmente nella realizzazione di contenitori e cartelle per la conservazione del materiale documentale).
Grazie al supporto del Centro di Fotoriproduzione, Legatoria e Restauro degli Archivi di Stato attivo a Roma, il laboratorio di restauro di Asti si specializzò nella trattazione di diversi tipi di materiale e si impose come uno dei più importanti laboratori del nord Italia, al punto che ben presto la sua azione non si limitò più soltanto al restauro del proprio materiale, ma anche al recupero e alla tutela di documenti provenienti da altri enti pubblici e privati, sia del territorio astigiano che del resto del paese. Tra gli interventi conservativi più importanti inerenti al posseduto dell'Archivio, ci furono quelli sulle pergamene del fondo Roero di Cortanze e quello sul fondo orléanese, che venne completamente restaurato e rilegato. Il più importante restauro su fondi esterni fu invece quello riguardante i documenti dell'Archivio di Stato di Pordenone danneggiati dal terremoto del Friuli del 1976.

## Cronotassi dei direttori
Di seguito l'elenco dei direttori dell'Archivio di Stato di Asti sin dalla sua istituzione nel 1959:
- Giovanni Fornaseri (1959-1967);
- Gian Giacomo Fissore (1967-1981);
- Giovanni Grillone (1981-1993);
- Maurizio Cassetti (1993-2005);
- Renzo Remotti (2005-2017);
- Michela Gatti (2017-2021);
- Valentina Emanuela Pistarino (2021-    );